# Хор Дечјег културног центра Београд
Хор Дечјег културног центра Београд је дечји хор који је 2011. године основала Невена Ивановић, са седиштем у Дечјем културном центру Београд. Чланови су деца предшколског и основношколског узраста.

## Историјат
Хор Дечјег културног центра Београд основала је диригенткиња Невена Ивановић, магистар уметности, у Дечјем културном центру Београд у пролеће 2011. године, са идејом подршке дечјег музичког образовања. Од самог настанка Хор је окупљао децу предшколског и основношколског узраста чији певачки репертоар је обухватао разне музичке жанрове - од дечије, филмске, класичне, народне и староградске, до духовне музике домаћих и страних аутора.

## Наступи Хора
Хор ДКЦБ је наступао на разним манифестацијама, представама и концертима, у којима се издвајају:
- Дечији сајмови;
- Радост Европе;
- Васкршњи концерти у Храму Светог Саве;
- Улица отвореног срца;
- Трка Деда Мразева;
- Настави традицију;
- Франкофонија;
- Представа „Астронаути” у ДКЦБ;
- Представа „Крстарење са Марином” у Позоришту „Раша Плаовић”;
- Божићни кондак, сценска кантата Милорада Маринковића[2].

## Самостални наступи
- Поново у Цвијети, 4. јун 2011. и 20. октобар 2012. године,  Павиљон Цвијете Зузорић, Музичка омладина;
- Светски Дан музике, 21. јун 2011; 2012; 2013; 2014. Културни центар Београд;
- Калемегдански сутони, 23. јун 2011. Музичка омладина;
- Звуци поред Фонтане, 2. септембар 2011. Културни центар Београд;
- Дани Београда, 17. април 2012. Пионирски град, Белеф;
- Ђурђевдански сусрети, 13. мај 2012. Удружење музичких уметника Србије;
- Песме света, 16. јун, 2012. Дечји културни центар Београд;
- Новогодишњи концерт „Песме света”, 30. децембар, Задужбина Илије М. Коларца, КЦБ;
- Песмом кроз Европу, 22. март 2013.  промоција ЦД Песме света, ДКЦБ;
- Да играмо, да певамо, 26. јун 2013. Фестивал Музика Класика Лигхт, Калемегдан;
- Новогодишње путовање, 17. децембар 2013. гостовање хора у Ваљеву, МШ Живорад Грбић;
- Песмом око света, 25. новембар и 28. децембар 2013. Клуб међународног пријатељства, ДКЦБ;
- Концерт Пријатељства, 26. април 2014. заједнички концерт са хором Мирница, КЦ Кудиново, Русија;
- Франкофони концерт пријатељства, 9. мај 2014. заједнички концерт са Хором младих из Атељеа, Француска;
- Како се слуша Мокрањац, 27. септембар, Коларац; 7. октобар, Павиљон Цвијете Зузорић; 3. новембар ЦЗК Лазаревац; 10. децембар МШ Живорад Грбић, Ваљево, 2015;
- Српска музика деци, концерт српских композитора, Велика сала ДКЦБ, 2017;
- С ове стране музике - музичка представа Вере Миланковић (извођена у ДКЦБ, на Коларцу и у КЦ Крагујевац 2018); у оквиру БЕЛЕФ-а 2019[2].

## Међународна гостовања
- Прва награда „Војислав Илић” за најбоље извођење духовне музике на фестивалу „Хорови међу фрескама” 2012. године;
- Награде на Републичком фестивалу хорова деце и младих ФЕДЕХО 2012. за најбољег диригента фестивала и 2013. за најбољу изведену задату композицију, као и за најбољи дечји хор по мишљењу публике; награде 2014, 2015, 2017, 2018;
- Награде на Фестивалу „Звуци Москве” и „Ћирило и Методије” у Москви, 2014[4];
- ГРАН ПРИКС на Међународном фестивалу дечије музике у Мркоњић граду, Босна и Херцеговина, 2014;
- Гостовање у Паризу; гостовање у Мађарској на „Еуропа Кантат фестивалу”, 2015[5];
- Друга награда на међународном „Фестивалу младих хорова” у Нерпелту, Белгија, 2016;
- Друга награда на „Фестивалу Александар Невски” у Переслављу Заљеском, Русија, 2016;
- Гостовање на Божићном концерту у Печују, Мађарска, 2017;
- Специјална награда на „Међународном фестивалу Деца балкана са духовношћу у Европи”, Хасково, Бугарска, 2017, 2018. и 2019. године;
- Друга награда за духовну музику на „Међународном фестивалу Магутни Божа”, Могиљев, Белорусија, 2017[1];
- Гостовање у Бања Луци, на Концерту сећања, 2018;
- Гостовање са три концерта у  Лозани и Берну, Швајцарска, 2018;
- Гостовање у Темишвару на Универзитету западног Темишвара, у оквиру пројекта Еразмус плус 2019;
- Награда за „Међународном онлајн конкурсу Победа за сва времена”, Центра за културу Радост, Москва, Русија[6];
- Златна медаља на „Онлајн хорском фестивалу Мајске свечаности”, Бијељина, БИХ.

## Сарадња
Хор је сарађивао и наступао са следећим оркестрима:
- Дечја филхармонија;
- Симфорнијски оркестар Радио телевизије Србија;
- Оркестар Гарде Републике Србије;
- Ревијски оркестар Министарства одбране „Бинички”;
- „Мали вокалисти” из Лозане;
- Чешко-липски дечји хор из Прага;
- Хоро „Бранко” из Ниша.

## Дискографија
У марту 2013. године Хор је издао свој први аудио ЦД под називом „Песме света”, јануара 2015. године, други под називом „Како се слуша Мокрањац” и трећи под називом „Мјузикли”, 2018. године.
У септембру 2020. године Хор је снимио музику Вере Миланковић за представу „Гуливер”, у Позоришту Душко Радовић.